# Hellenurme
Hellenurme (Duits: Hellenorm) is een plaats in de Estlandse gemeente Elva, provincie Tartumaa. De plaats heeft de status van dorp (Estisch: küla) en telt 229 inwoners (2021).
Tot in oktober 2017 was Hellenurme de hoofdplaats van de gemeente Palupera. De gemeente werd in oktober 2017 opgedeeld tussen de gemeenten Elva en Otepää. Hellenurme kwam in Elva terecht en verhuisde daarmee van de provincie Valgamaa naar de provincie Tartumaa.
Hellenurme ligt aan een stuwmeer, het Hellenurme järv, in de rivier Elva. Het meer heeft een oppervlakte van 5,1 ha.

## Geschiedenis
In 1382 werd Hellenurme voor het eerst genoemd onder de naam Helvenurme. Van een landgoed Hellenurme is voor het eerst sprake in 1641. Het landgoed was afgesplitst van het landgoed van Konguta. In 1977 werd het buurdorp Palu bij Hellenurme gevoegd en kreeg de plaats officieel de status van dorp.
Het landgoed behoorde achtereenvolgens toe aan de families Wrangel, von Dücker, von Bruiningk en von Middendorff. De zoöloog Alexander von Middendorff woonde op het landgoed en is er ook begraven.
Het landhuis bij het landgoed is gebouwd op het eind van de 18e eeuw en verbouwd in de 19e eeuw. Het gebouw is bewaard gebleven en wordt gebruikt als kinderdagverblijf en verzorgingstehuis. OOk een paar bijgebouwen, zoals de melkfabriek, de graanschuur en de watermolen, zijn nog intact.
Op een kilometer afstand van het landhuis ligt het familiekerkhof van de von Middendorffs.

## Geboren in Hellenurme
- Konrad Mägi (1878-1925), kunstschilder

## Foto's

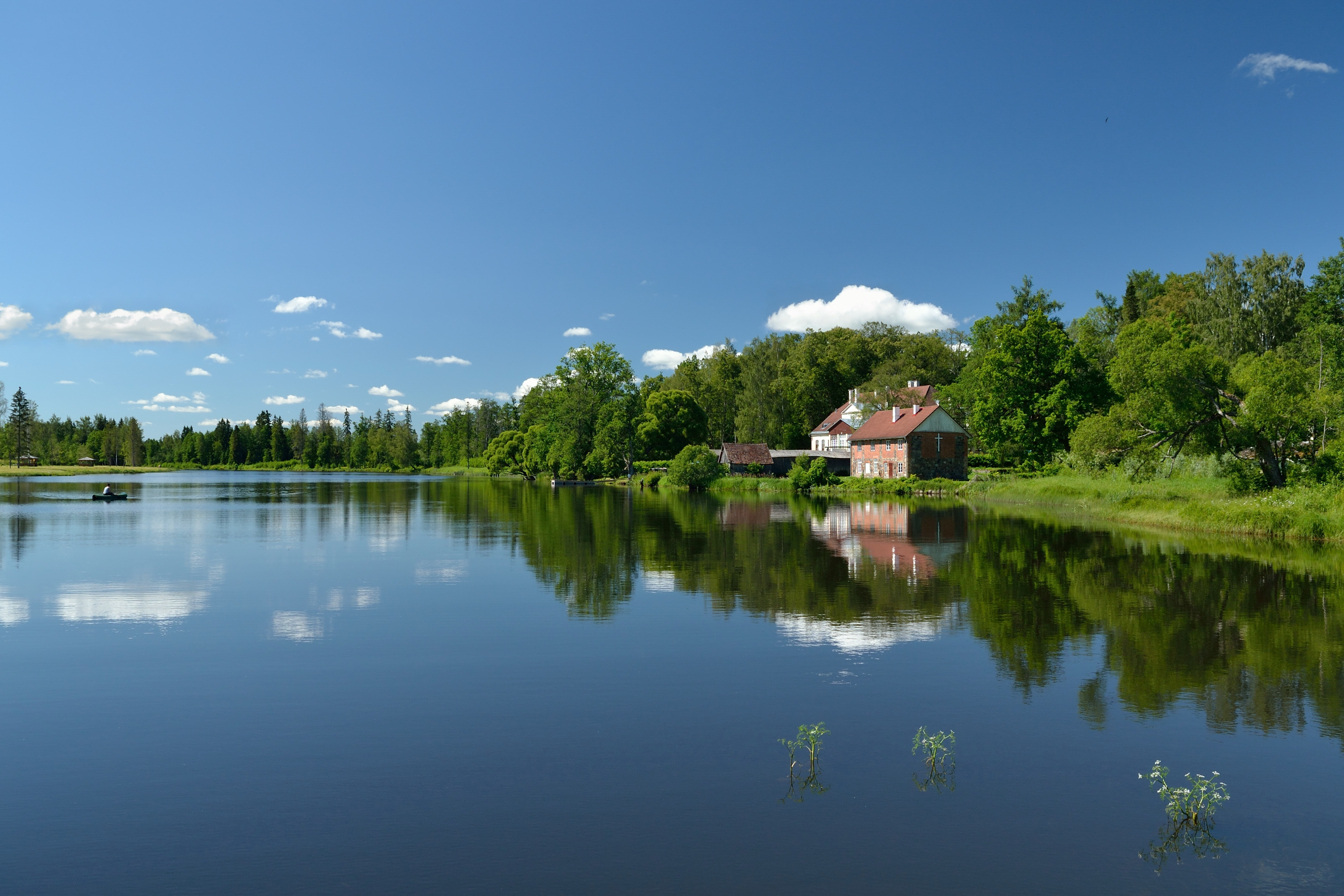
Het Hellenurme järv
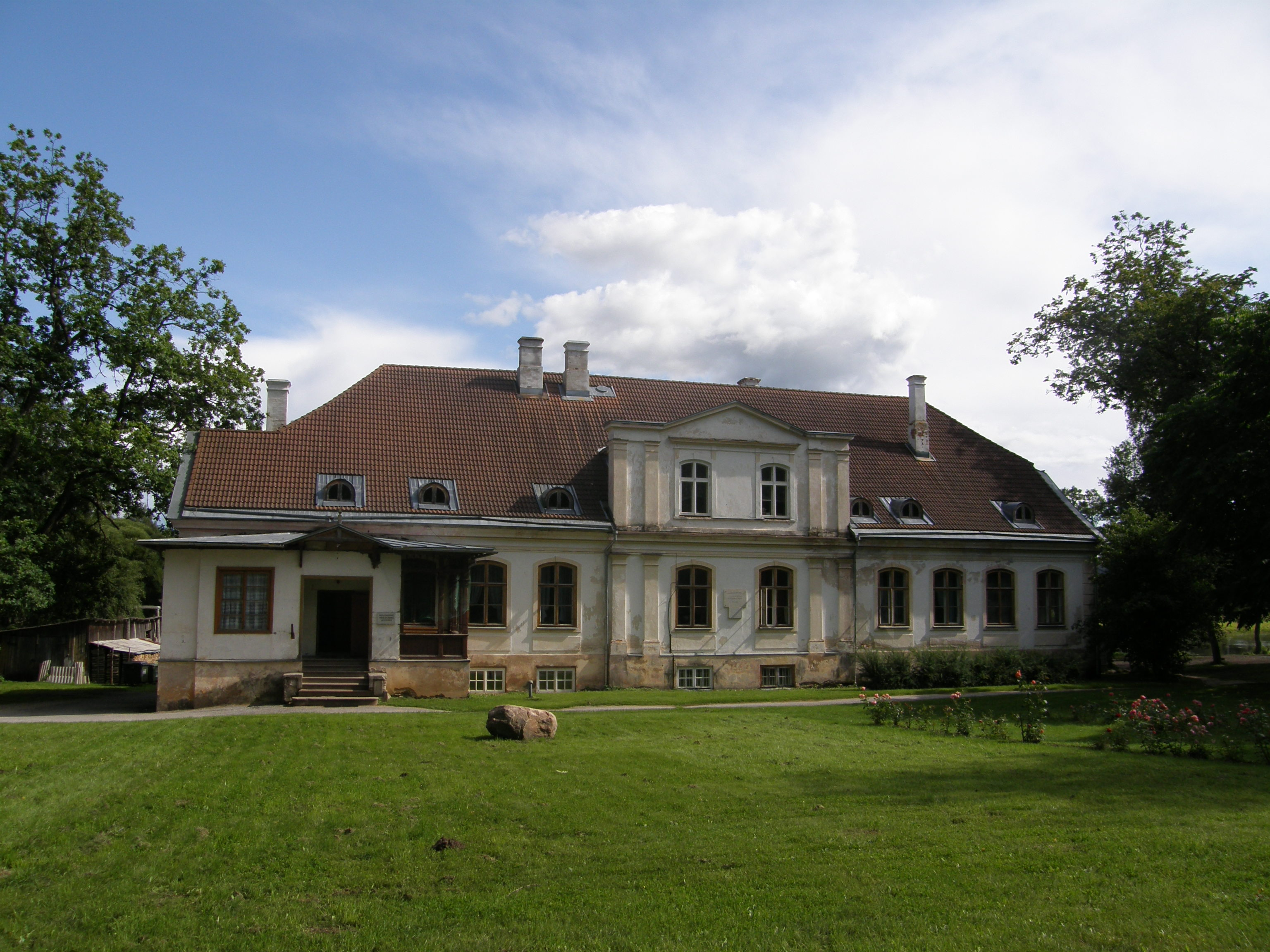
Het landhuis van Hellenurme
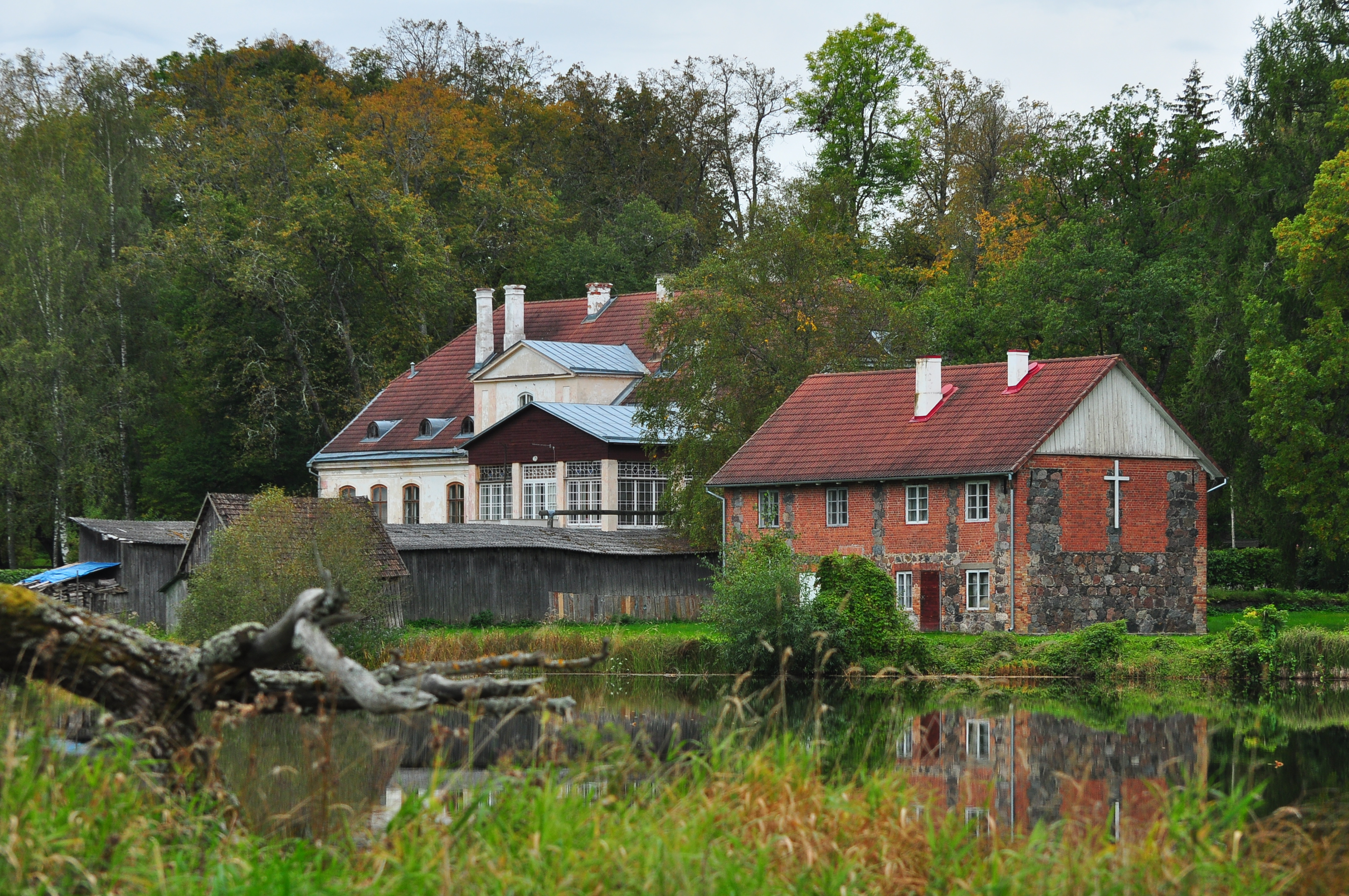
Melkfabriek
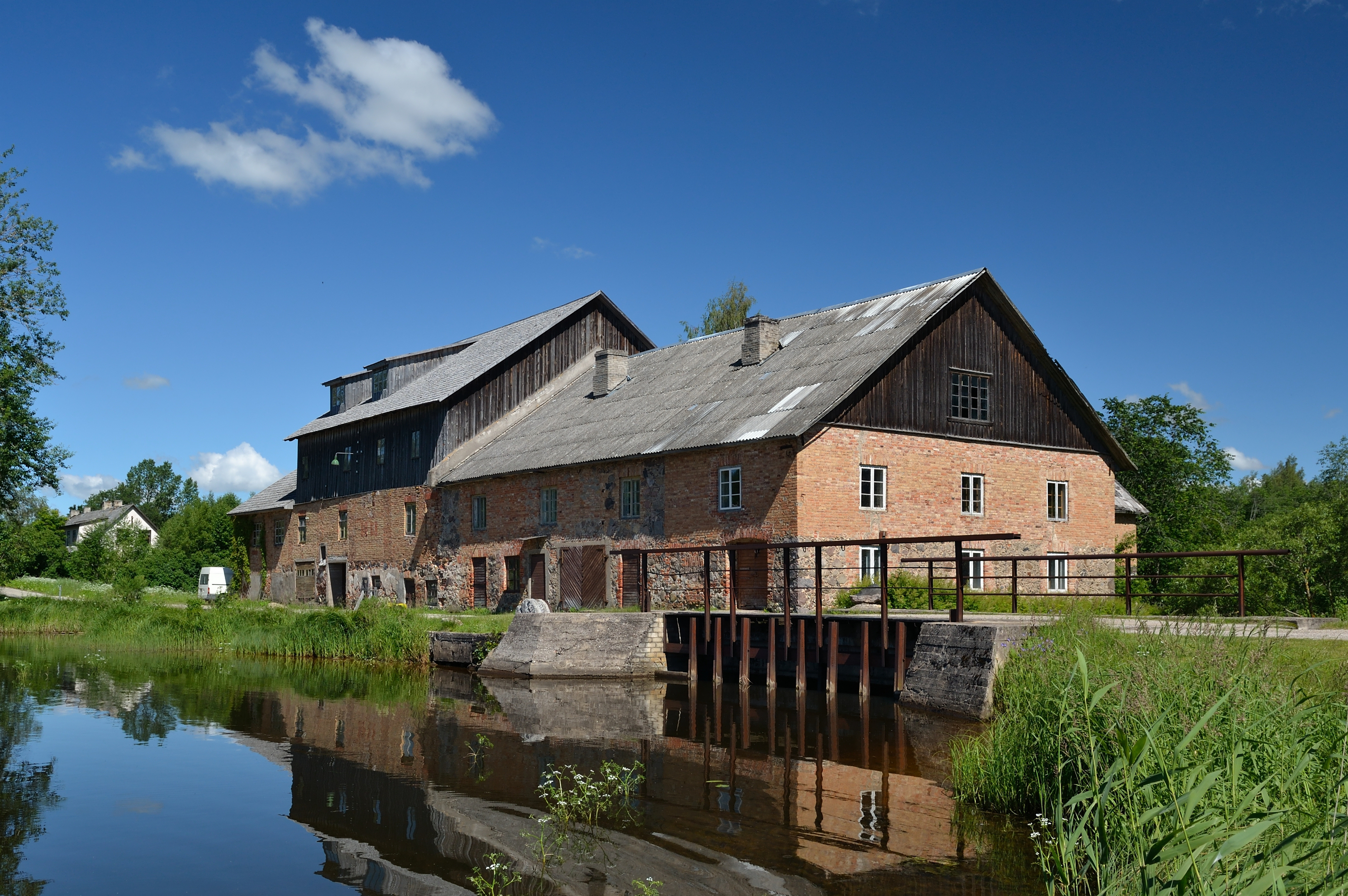
Watermolen
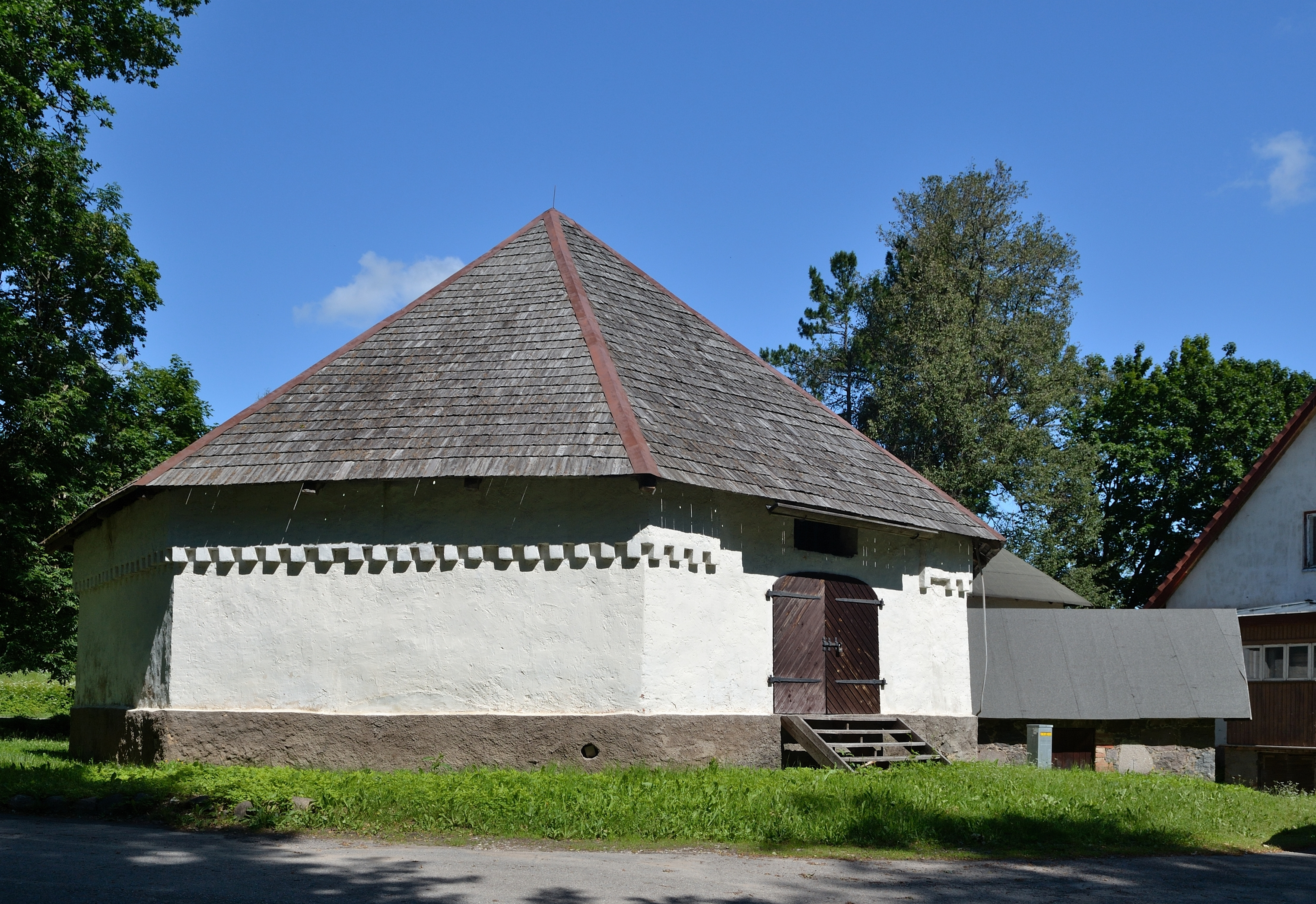
Graanschuur
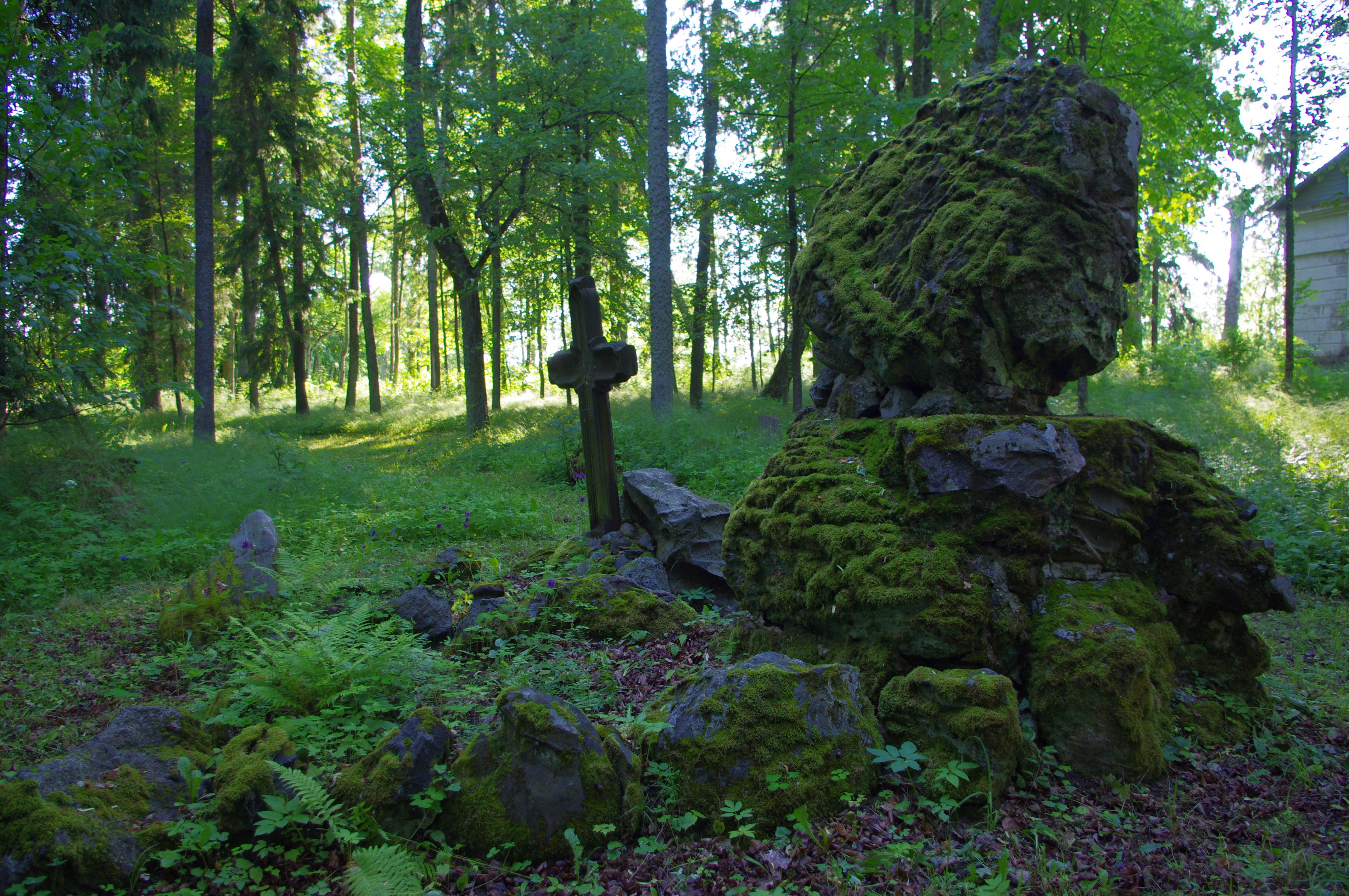
Het kerkhof van het landgoed
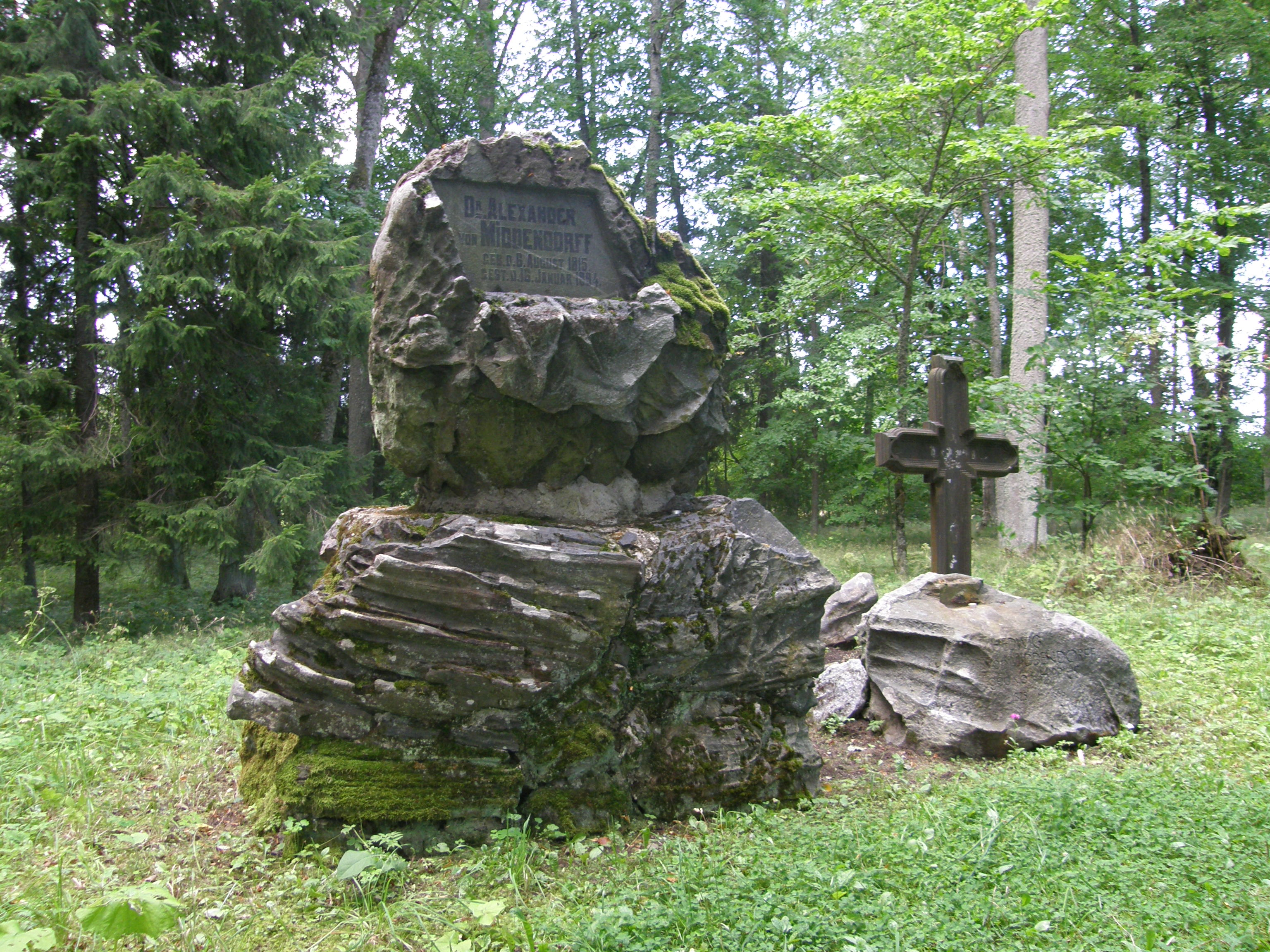
Graf van Alexander von Middendorff
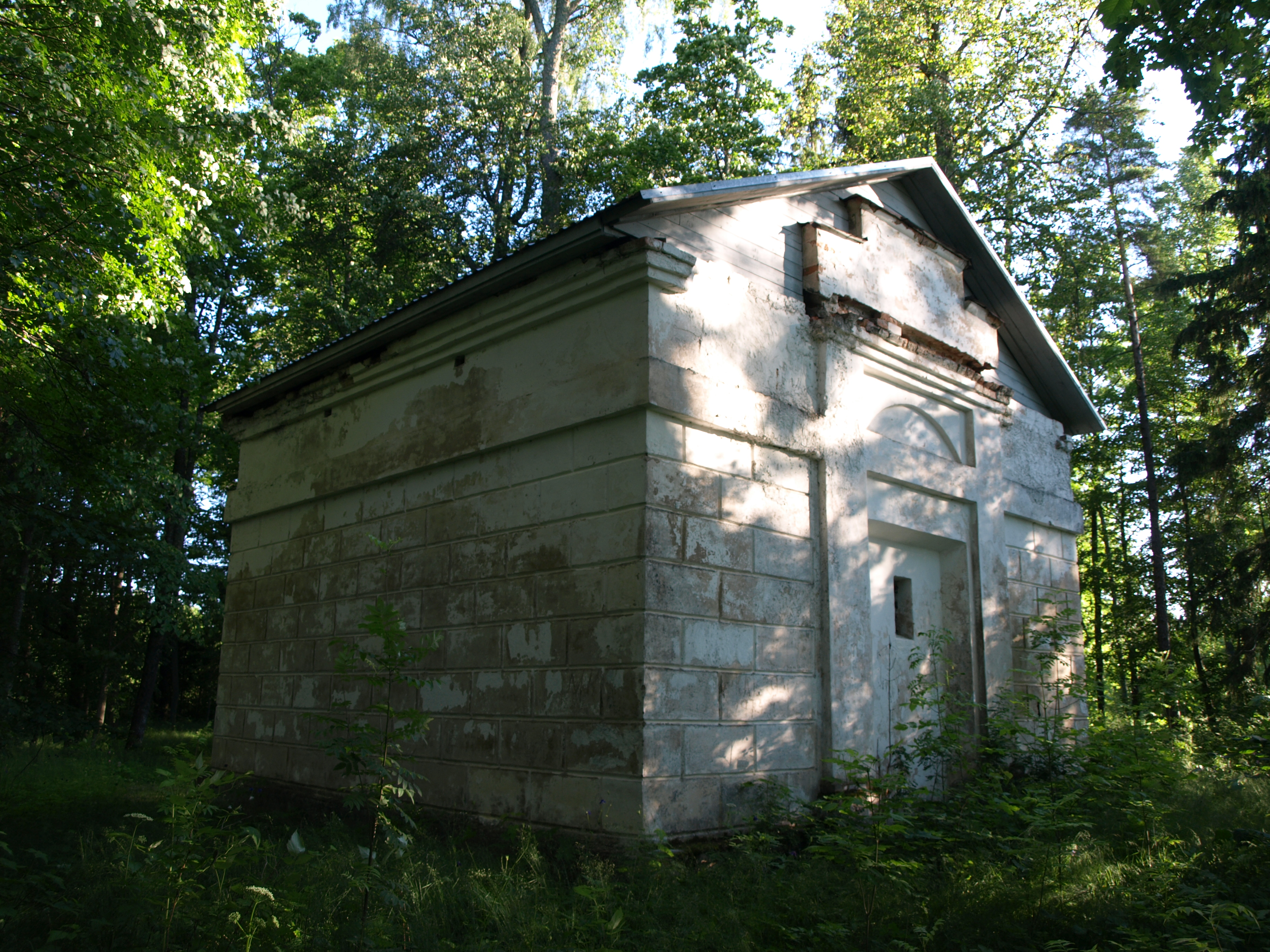
Kapel